# 竇渥之
竇渥之（?—?），山西省澤州府沁水縣人，清朝政治人物、同進士出身。
光緒九年（1883年），参加癸未科殿試，登進士三甲65名。同年五月，著以主事分部学习。後不滿現實，致仕回鄉，常作通俗诗话、小说讥讽時政。晚年穷困潦倒，仍不改乐天本性。